# جوزف اس. فارلند
جوزف اس. فارلند (به انگلیسی: Joseph S. Farland)‏ (۱۹۱۴–۲۰۰۷) سفیر ایالات متحدهٔ آمریکا در ایران از سال ۱۹۷۲ تا سال ۱۹۷۳ بود.
او همچنین سفیر آمریکا در کشورهای پاکستان، پاناما و جمهوری دومینیکن بوده‌است.